# IC 113
IC 113 ist eine elliptische Galaxie vom Hubble-Typ E im Sternbild Fische auf der Ekliptik.
Das Objekt wurde am 25. Juli 1890 von dem US-amerikanischen Astronomen Sherburne Wesley Burnham entdeckt.